# 薩米特 (加利福尼亞州克恩縣)
薩米特（英語：Summit）是位於美國加利福尼亞州克恩縣的一個非建制地區。該地的面積和人口皆未知。

## 地理
薩米特的座標為35°07′40″N 118°24′50″W / 35.12778°N 118.41389°W，而該地的平均海拔高度為1231米（即4039英尺）。